# Silene dioica
Silene dioica là loài thực vật có hoa thuộc họ Cẩm chướng. Loài này được (L.) Clairv. miêu tả khoa học đầu tiên năm 1811.